# 李庶 (北朝)
李庶（？—？），顿丘郡卫国县（今河南省清丰县）人，东魏、北齐官员。

## 生平
李庶端正儒雅爱好学习，风流而举止有度，很有家风，历任尚书南主客郎、司徒掾，以清晰明辨而闻名。李庶经常代理礼宾司，接待南梁的使者，南梁使者徐陵深加赞美。李庶不长胡须，当时的人称他是天生的阉人。崔谌取笑李庶说：“教给老弟一个种胡须的办法，用锥子在脸上扎孔，再到孔上插入马尾。”李庶说：“先用这种方法在您家试用，种眉毛成功了，然后我再来种胡须。”邢子才在一旁大笑，对崔谌说：“您不熟悉李庶，为什么冒犯他？”崔谌的家族世代遗传脱落眉毛的疾病，民俗将滹沱河称为崔家的墓地，也就是“呼秃河”的意思，所以李庶这么说。后来李庶出任临漳县县令。
魏收完成《魏书》后，卢斐、李庶、王松年、卢潜都说《魏书》没有秉笔直书而争辩，《魏书》记载王慧龙“自称”太原人，又记载王琼不擅做事，卢同的传记被附带于卢玄的传记后，李庶的祖父李平是梁国蒙县人且家室贫贱，卢斐等人就是因此才表示争辩，他们对杨愔说：“魏收诬陷毁谤一个朝代，按罪该杀。”卢思道也说：“元魏国史的记载特别不客观。”卢斐和李庶等人与魏收当面互相诋毁污辱，无所不至。杨愔偏袒魏收，所以就报告齐文宣帝高洋，魏收也向齐文宣帝报告说：“臣得罪了强大的家族，将会被刺客暗杀。”齐文宣帝大怒，亲自责问卢斐和李庶，卢斐说：“臣的父亲卢同在元魏出仕，官至仪同，功业显著，名闻天下，与魏收不沾亲，魏收就不给他立传。博陵崔绰，官位仅仅是本郡的功曹，更没有什么事迹，却是魏收母家的亲属，就位于列传的首位。”齐文宣帝说：“崔绰有什么事迹，你给他立传？”魏收回答说：“崔绰虽然没有官爵，名声与道义值得赞许，司空高允曾经为崔绰作赞，称他有道德，臣所以知道。所以放在多人的传记中。”齐文宣帝说：“司空是个才士，为人作赞，自然应当称颂此人。就好比你为人作文章，说好话的难道都是事实？”魏收无以应答，恐惧起来。齐文宣帝看中魏收的文才，不想加罪与他。高德政因为自己家族的传记写的很好，就对齐文宣帝说：“国史定稿后，应当流传天下，人情怎么可能都考虑到？诽谤者应当定重罪，不然事情无法了结。”齐文宣帝因此将卢斐、李庶、王松年、卢潜、卢思道等人定罪诽谤史书，囚禁起来剃光头发鞭打二百下，发配到制造铠甲的作坊里，卢斐和李庶死在临漳县的监狱中。李庶的大哥李岳为李庶痛惜，终身不去临漳县府门。
李庶的夫人元氏是元罗之女，李庶死后，李岳让自己的妻子陪伴元氏睡觉。五年后，元氏再嫁赵起，元氏曾经梦见李庶对自己说：“我的福分薄，托生在刘氏家中为女儿，明天早晨将要出生，他家非常贫穷，恐怕不能养育我。我们夫妻旧日恩爱，所以前来相告，你应乞求收下我。刘家在七帝坊十字街南面，向东进入最里面的巷子就是。”元氏不应，李庶说：“你好像有害怕赵公的意思，我自己来告诉他。”赵起也做了同样的梦，醒来后问元氏，说起来互相吻合。赵起于是拿上钱财布帛亲自前往寻找刘氏，如梦所说得到他家的女儿，抚养长大后嫁出去。

## 家庭

### 父亲
- 李谐，东魏大司农、彭城侯

### 兄弟姐妹
- 李岳，北齐中散大夫
- 李蔚，北齐秘书丞
- 李若，隋朝秦王府谘议